# フランス柔道柔術剣道及び関連武道連盟
フランス柔道柔術剣道及び関連武道連盟（フランスじゅうどうじゅうじゅつけんどうおよびかんれんぶどうれんめい、Fédération française de judo, jujitsu, kendo et disciplines associées〈FFJDA〉）は、フランスの柔道をはじめとする複数の日本武道の国内競技連盟である。略称フランス柔道連盟（フランスじゅうどうれんめい、FF judo）、仏柔連。旧称フランス柔道柔術連盟（フランスじゅうどうじゅうじゅつれんめい、Fédération française de judo et de jiu-jitsu〈FFJJJ〉）。

## 概要
フランスにおける柔道では、過去には複数の競技者組織が乱立したことがあったが当団体に統合された。
フランスでは、競技スポーツごとに設立された国内競技連盟が一定の水準に達した競技者に、リサンス・スポルティーヴ  (fr:Licence sportive)  というスポーツ免許を発行する制度がある。1942年にフランス格闘技連盟の1部門として設立されたFFJDAは、1946年に独立し、独立以来2018年までに約38,000人に対し、のべ100,000本の黒帯免状をリサンス・スポルティーヴとして発行している。
1948年、ヨーロッパ柔道連盟が再建されるが川石酒造之助の意向をうけ加盟しないことに。1950年、ヨーロッパ柔道連盟に加盟。1951年、第1回の新生ヨーロッパ柔道選手権大会パリを主管。
柔術においては着衣総合格闘技であるファイティングシステム (combat) や2人で行う演武競技デュオシステム (duo) 、ブラジリアン柔術である寝技柔術 (newaza) も実施している。
国際オリンピック委員会 (IOC) やGAISFに加盟している国際競技連盟 (IF) は1団体1競技ばかりだが国内競技連盟 (NF) については当団体の様に1団体複数競技のものがある。
フランス柔道の競技人口が多いことがよくメディアなどで語られるが当組織の構成の関係上、多くの場合、その数値には柔術の競技人口も含まれている。
フランス柔道連盟は、柔術の国際柔術連盟の国内競技連盟でもあり正式団体名に「柔術」の文字が入っている。一方、柔道家の溝口紀子は「柔術」の文字が入っているのは、フランス柔道の源流が柔術に依拠しているからだと考えられる、としている。

## 担当分野
2019年のPR動画で柔道以外に10分野 (disciplines) の担当があるとしている。
2021年よりフランスブラジリアン柔術連盟が加盟し、ブラジリアン柔術も担当分野に加わる。柔術の寝技柔術（別名ブラジリアン柔術）も並行してやっていくことになった。
柔道 (Judo)
1. 柔術 (Jujitsu)
2. フィットネス柔道（体操） (Taïso)
3. 柔道形 (Kata)
4. セルフディフェンス (Self Defense)
全フランス剣道及び関連武道委員会
5. 剣道 (Kendo)
6. なぎなた (Naginata)
7. 杖道 (Jodo)
8. 居合道 (Iaido)
9. スポーツチャンバラ (chanbara)
全フランス弓道委員会
10. 弓道 (Kyudo)
フランスブラジリアン柔術連盟
11. ブラジリアン柔術 (Jiu-Jitsu Brésilien)
フィットネス柔道は主に少年柔道クラブの引率の親向けのクラスで実施されてるものである。
柔道、柔術は直轄競技であり、他の競技、剣道、なぎなた、杖道、居合道、スポーツチャンバラ、弓道は内部団体である委員会が管轄している。
柔術はヨーロッパやブラジルで競技規則の基盤がつくられたが他の競技、柔道、剣道、なぎなた、杖道、居合道、スポーツチャンバラ、弓道は日本で競技規則の基盤がつくられたものである。
かつては合気道も担当しており、ここから1982年5月8日、フランス合気道武道連盟が、1985年10月、フランス合気道合気武道関連連盟が独立している。

## 主催大会
- フランス柔道選手権大会個人1部
- フランス柔道カデ・クラブ・チーム選手権大会1部
- フランス柔道ジュニア・クラブ・チーム選手権大会1部
- フランス柔道クラブ・チーム選手権大会2部
- フランス柔道カデ大会
- フランス柔道ジュニア選手権大会個人1部
- フランス柔道クラブ・チーム選手権大会1部
- フランス柔道クラブ・チーム選手権大会2部
- フランス柔術選手権大会ジュニア&シニア個人 表演系、ファイティング、寝技
- フランス杯ミニム柔道大会
- フランス柔道カデ選手権大会個人1部 クレディ・アグリコル・トロフィー
- フランス柔道カデ選手権大会個人2部
- フランス柔道カデ選手権大会個人 「エスポアール」
- クレディ・アグリコルフランス杯ミニム行政区画対抗団体柔道大会
- フランス柔道カデ・クラブ・チーム選手権大会1部
- フランス柔道ジュニア・クラブ・チーム選手権大会1部
- フランス柔道選手権大会個人2部
- フランス柔道選手権大会個人3部

2019-2020年シーズンの計画

## 主管大会
- IJF柔道グランドスラム・パリ
- JJIF柔術グランドスラム・パリ・オープン

他

## 上部加盟団体
- 国際柔道連盟[7]
- 国際柔術連盟[8]
- ヨーロッパ柔道連盟
- ヨーロッパ柔術連合
- フランスオリンピック及びスポーツ委員会

## 内部団体の上部加盟団体と内部団体
- 国際剣道連盟、国際スポーツチャンバラ協会、国際なぎなた連盟
  - 全フランス剣道及び関連武道委員会 (Comité National de Kendo et Disciplines Rattachées <CNKDR>,<CNK>)
- 国際弓道連盟
  - 全フランス弓道委員会 (Comité National de Kyûdô <CNKyudo>)

国際剣道連盟は杖道、居合道も管轄している。

## 下部加盟団体の上部加盟団体と下部加盟団体
- 国際ブラジリアン柔術連盟
  - フランスブラジリアン柔術連盟 - 2021年よりFFJDAに加盟。

## 会長
1. ポール・ボネモリ（1946-1956年）[3]
2. ポール・ドウロカセラ（1956年）[3]
3. ジャン・ペモンテル（1956-1961年）[3]
4. クロード・コラルド（1961-1966年）[3]
5. ジョルジュ・ファイファー[9]（1966-1972年）[3]
6. ロネ・オードラン（1973-1980年）[3]
7. ジョルジュ・ファイファー（1981-1986年）[3]
8. ダニエル・ベルトロ（1987-1992年）[3]
9. ミシェル・ヴィアル（1992-2005年）
10. ジャン＝リュック・ルージェ（2005-2020年）
11. ステファン・ノミス（2021年-）

## 副会長
- セリーヌ・ジェロー（2016-2020年）
- ロジェ・バション（2016-2020年）

他

## 柔術担当代表
- ウジェーヌ・ドーマガタ（2016年1月までに就任[10]。2018年1月以降退任[11]。）[12]
- クリストフ・ブルネット（英語版）[13]（2018年3月までに就任[14]。2019年10月現在、在任[15]。）

他

## 専務理事
1. 川石御之介（1946年-）[3]
2. ロゴン・ブラ（1961年-）[3]
3. ヘンリ・コリチーヌ（1966年-）[3]
4. ピエール・ギシャ（1981年-）[3]
5. ジャン＝リュック・ルージェ（1987年-）[16]

他

## 技術指導
- 川石酒造之助（1948-1956年）

## 技術顧問
- 川石酒造之助（1956-1961年）

## 日本の七大学柔道と交流
寝技技術向上のため、2017年から高専柔道の流れをくむ日本の七大学柔道と交流している。読売新聞によると幹部が「2018年にも高専柔道のルールを8割方取り入れた（柔道の）世界寝技選手権を開催したい」と述べている。七大学柔道フランス派遣実行委員会によるとその大会はIJF主催であるもののルールは、立ち姿勢から始まり一本は寝技のみで立技は無し、となっており、これはフランス柔道連盟も競技会を主催、主管している国際柔術連盟 (JJIF) の寝技柔術（別名ブラジリアン柔術）と一致するものとなっている。